# Paul Katzberger

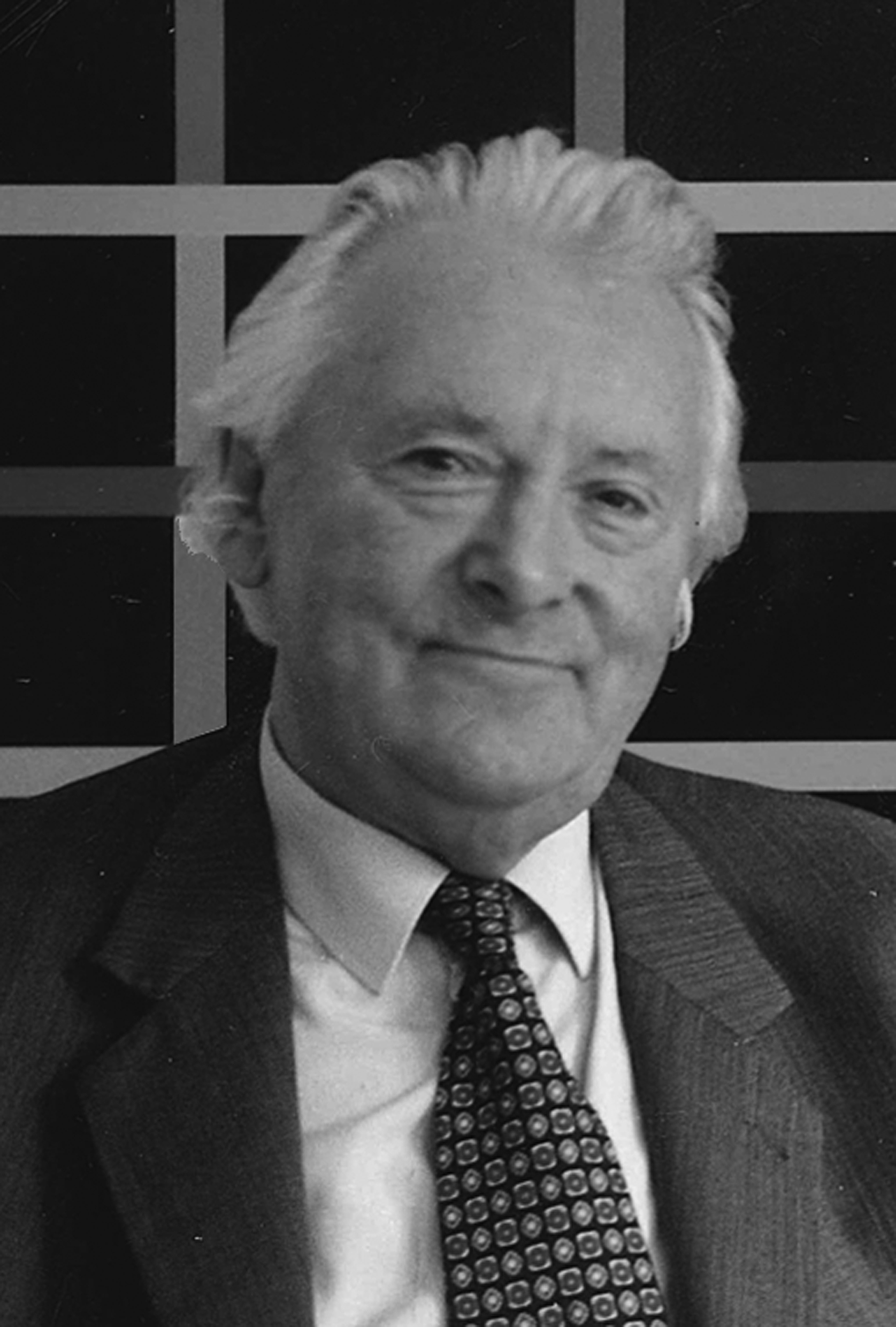
Paul Katzberger

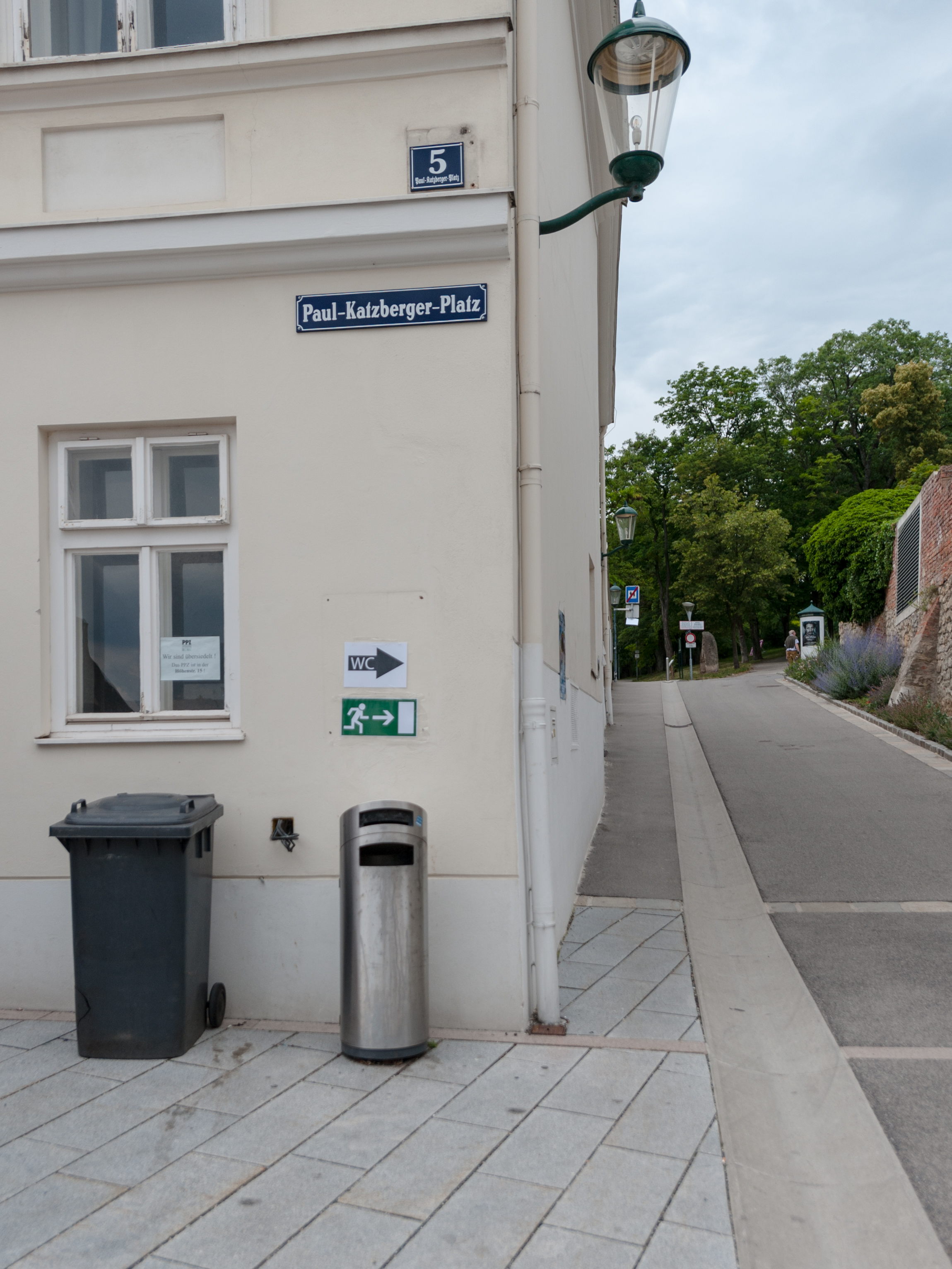
Straßenschild Paul-Katzberger-Platz in Perchtoldsdorf

Paul Katzberger (* 11. Oktober 1921 in Rodaun; † 1. November 2014 in Perchtoldsdorf) war ein österreichischer Architekt. Er war Bürgermeister von Perchtoldsdorf.

## Leben
Paul Katzberger wurde als Sohn von Paul Katzberger (1891–1948), Baumeister und Bürgermeister von Rodaun, geboren. Nach der Volksschule besuchte er die Hauptschule der Schulbrüder am Rosenhügel. An der Staatsgewerbeschule in Mödling maturierte er 1939 in der Abteilung für Hochbau. Als er 1946 aus US-amerikanischer Kriegsgefangenschaft entlassen wurde, begann er das Architekturstudium an der Technischen Hochschule Wien, das er 1951 beendete. Seine Professoren waren unter anderen Erich Boltenstern, Karl Holey, Lehmann, Max Theuer und Karl Ginhart.
Nach dem Tod seines Vaters betätigte er sich als selbständiger Baumeister in Wien (vor allem in Rodaun und Umgebung). In den Jahren 1957 bis 1990 arbeitete er als Ziviltechniker mit der Befugnis eines Architekten.
Zwischen 1971 und 1984 unterrichtete er als Professor an der HTL Mödling in hochbautechnischen Fächern.
Nachdem er mehrere Jahre als Gemeinderat (1959–1960), Geschäftsführender Gemeinderat für Bauwesen (1960–1970), Kulturreferent (1970–1981) und Vizebürgermeister (1965–1981) tätig war, wurde er 1981 zum Bürgermeister gewählt und bekleidete dieses Amt bis 1992.
Paul Katzberger setzte sich in seiner Zeit als Baureferent dafür ein, dass Perchtoldsdorf ein Ort mit einem traditionell bürgerlich-städtischem Ortskern und dem Charakter eines Heurigenstädtchens blieb, indem er maßgeblich zur Erlassung eines niederösterreichweit einzigartigen Flächenwidmungsplans beitrug. „In diesem Plan wurde insbesondere der Schutz der Eigenart Perchtoldsdorfs als ein Ort mit Erholungscharakter, die Verankerung eines Weinbauschutzgebietes, sowie die Schaffung eines eigenen Industrieareals berücksichtigt und damit noch rechtzeitig eine geeignete substanzerhaltende Entwicklung gewährleistet.“

## Realisierungen nach seinen Plänen
- 1965 bis 1967: Marienkirche in Perchtoldsdorf; gemeinsam mit Erwin Plevan

## Publikationen

### Selbstständige Publikationen
- Nachträge zur Perchtoldsdorfer Kunsttopographie. Mit einem Beitrag von Otto Riedel (= Perchtoldsdorfer Kunsttopographie. Band 11). Verlag der Marktgemeinde Perchtoldsdorf, 2006.
- Perchtoldsdorf in Gemälde, Zeichnung und Druckgraphik. Mit Beiträgen von Gregor Gatscher-Riedl und Tillfried Cernajsek. Mit Ergänzungen und Berichtigungen zu allen Bänden (= Perchtoldsdorfer Kunsttopographie. Band 10). Verlag der Marktgemeinde Perchtoldsdorf, 2003.
- Historismus, Jugendstil und neue Sachlichkeit in Perchtoldsdorf. Mit einem Beitrag von Otto Riedel (= Perchtoldsdorfer Kunsttopographie. Band 9). Verlag der Marktgemeinde Perchtoldsdorf 2001.
- Werke der Bildhauerkunst und Kleindenkmäler in Perchtoldsdorf. Mit einem Beitrag von Otto Riedel (= Perchtoldsdorfer Kunsttopographie. Band 8). Verlag der Marktgemeinde Perchtoldsdorf 1998.
- Weinhauer- und Bürgerhäuser von Perchtoldsdorf. Mit einem Beitrag von Otto Riedel (= Perchtoldsdorfer Kunsttopographie. Band 7). Verlag der Marktgemeinde Perchtoldsdorf 1996.
- 1000 Jahre Perchtoldsdorf 991–1991. Eine Siedlungsgeschichte. Mit einem Beitrag von Dorothea Talaa (= Perchtoldsdorfer Kunsttopographie. Band 6). Verlag der Marktgemeinde Perchtoldsdorf 1993.
- Die Burg von Perchtoldsdorf: Burg Kammerstein; die Stadtburg Ottos II. von Perchtoldsdorf. Mit einem Beitrag von Otto Riedel (= Perchtoldsdorfer Kunsttopographie. Band 5). Verlag der Marktgemeinde Perchtoldsdorf 1990.
- Der Karner von Perchtoldsdorf (heute Martinikapelle). Mit einem Beitrag von Otto Riedel (= Perchtoldsdorfer Kunsttopographie. Band 4). Verlag der Marktgemeinde Perchtoldsdorf 1989.
- Die Spitalskirche von Perchtoldsdorf. Mit Beiträgen von Elisabeth Hassmann und Otto Riedel (= Perchtoldsdorfer Kunsttopographie. Band 3). Verlag der Marktgemeinde Perchtoldsdorf 1988.
- Die Pfarrkirche von Perchtoldsdorf. Mit einem Beitrag von Otto Riedel (= Perchtoldsdorfer Kunsttopographie. Band 2). Verlag der Marktgemeinde Perchtoldsdorf 1987.
- Der Wehrturm von Perchtoldsdorf. Mit einem Beitrag von Otto Riedel (= Perchtoldsdorfer Kunsttopographie. Band 1). Verlag der Marktgemeinde Perchtoldsdorf 1986.

### Unselbstständige Publikationen (Auswahl)
- Baudokumentation zur Geschichte der Perchtoldsdorfer Burg. In: Christine Mitterwenger, Ingrid Pachmann (Red.): Burg Perchtoldsdorf. Eine Burg für das 21. Jahrhundert. Perchtoldsdorf 2013.
- Die Restaurierung der Burgmauern der Burg zu Perchtoldsdorf. In: Denkmalpflege in Niederösterreich. Band 19, St. Pölten 1998.
- Die Landschaft um Perchtoldsdorf. Die Wahlheimat des Anatomen Joseph Hyrtl. In: Festschrift anlässlich der Eröffnung des Hyrtlmuseums in Perchtoldsdorf. Perchtoldsdorf-Mödling 1991.
- Wiedergabe eines Gespräches mit Dr. Neumann über die Entstehung der „Deutschen Auferstehung“. In: Reiner Schuhenn: Franz Schmidts oratorische Werke. Zur Entstehungsgeschichte des „Buches mit sieben Siegeln“ und der „Deutschen Auferstehung.“ Erinnerungen, zeitgenössische Presseberichte, Nachrufe, Franz Schmidts „Anderes Vorwort“ zur „Organologie“. Eine Veröffentlichung der Franz Schmidt-Gesellschaft (= Studien zu Franz Schmidt VIII). Wien/München, 1990.
- Thomas Ebendorfer als Bauherr in Perchtoldsdorf. In: Johannes Seidl (Bearb.): Ausstellungskatalog Thomas Ebendorfer von Haselbach (1388–1464), Gelehrter / Diplomat / Pfarrer von Perchtoldsdorf. Perchtoldsdorf 1988.

## Auszeichnungen
- 1977 Medaille des Ministeriums für Kunst und Wissenschaft für Verdienste um den Denkmalschutz
- 1983 Ehrenring der Stadt Donauwörth[5]
- 1984 Bundesverdienstkreuz am Bande[5][6]
- 1992 Österreichisches Ehrenkreuz für Wissenschaft und Kunst
- 2015 Benennung des Burgvorplatzes als Paul-Katzberger-Platz[7]